# نبالة فرنسية

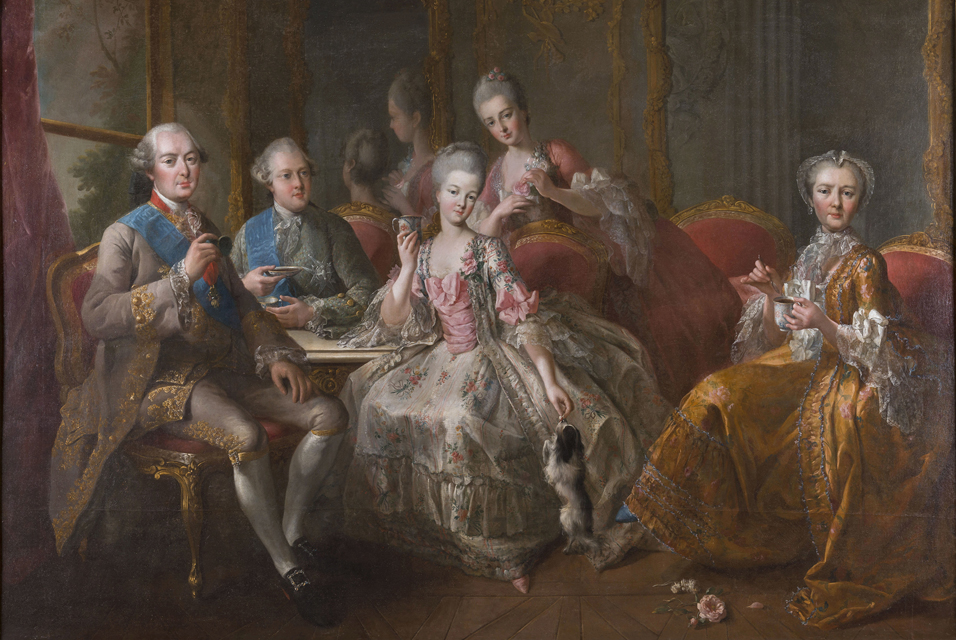
لوحة إعادة إنتاج لعائلة دوق بينتيفير جالسًا أمام ابنه أمير لامبال مع زوجته وابنته الآنسة دي بينتيفير ووالدة الدوق، الكونتيسة الأرملة دي تولوز.

كانت النبالة الفرنسية طبقة اجتماعية مميزة في فرنسا امتدت منذ العصور الوسطى حتى إلغائها في 23 يونيو 1790 أثناء الثورة الفرنسية.
منح الإمبراطور نابليون خلال فترة الإمبراطورية الأولى، منذ 1808 حتى 1815، الألقاب التي اعتُرِف بها على أنها نبالة جديدة بموجب ميثاق 4 يونيو 1814، الممنوح من قبل الملك لويس الثامن عشر ملك فرنسا.
استُعيدت النبالة الفرنسية كتمييز وراثي دون امتيازات منذ 1814 حتى 1848 (فترة استعراش آل بوربون في فرنسا وملكية يوليو)؛ ومنذ 1852 حتى 1870 (فترة الإمبراطورية الفرنسية الثانية)، ومُنِحت ألقاب وراثية جديدة. لم يكن للنبالة الفرنسية أي وجود أو وضع قانوني منذ بداية الجمهورية الفرنسية الثالثة في 4 سبتمبر 1870. يمكن الاعتراف بالألقاب الأصلية السابقة المنقولة بانتظام كجزء من الاسم بعد تقديم طلب إلى وزارة العدل.
كان لعائلات طبقة النبالة الفرنسية جذرين متعلقين بمبدأ النبالة، وهما عائلات النبالة القديمة والعائلات التي ارتقت لطبقة النبالة.
تختلف المصادر حول العدد الفعلي للعائلات الفرنسية من أصل نبيل، ولكنها تتفق على أن هذه الطبقة كانت نسبيًا بين أصغر الطبقات النبيلة في أوروبا. قدّم المؤرخ الفرنسي فرانسوا بلوتشي في عام 1789 عددًا للنبلاء بلغ 140 ألف نبيل و9000 عائلة نبيلة؛ وذكر أن حوالي 5% من النبلاء كانوا يدعون أنهم ينحدرون من طبقة النبلاء الإقطاعية قبل القرن الخامس عشر. مثّل ذلك الرقم نسبة 0.5% فقط من إجمالي عدد السكان الذي بلغ 28 مليون نسمة. أعطى المؤرخ غوردون رايت عددًا للنبلاء بلغ 300 ألف نبيل (بينهم 80 ألف من النبلاء التقليديين الأقدم)، وهو ما اتفق مع تقدير المؤرخ جان دي فيغوري، أو ما زاد عنه قليلًا بنسبة 1%. كانت العقارات النبيلة تشكل حوالي خُمس مساحة الأراضي خلال الثورة.

## براهين النبالة
بدأ هنري الرابع في فرض قانون ضد التعدي على النبالة، وأمر لويس الرابع عشر ببرنامج ضخم للتحقق بين عامي 1666 و1674. توقف الأخذ أيضًا بالشهادة الشفوية التي تؤكد أن الآباء والأجداد قد وُلِدوا نبلاء وعاشوا كذلك؛ وكانت الأدلة المكتوبة (عقود الزواج، وثائق الأرض) التي تثبت الرتبة النبيلة منذ عام 1560 مطلوبة لإثبات الوضع النبيل. وُضِعت العديد من العائلات على قوائم ضريبة الأراضي، و/أو أُجبِروا على دفع غرامات للتعدي على النبالة. زُوِّرت العديد من المستندات مثل سندات التوثيق والعقود، أو خُدِشت أو كُتِب عليها، مما أدى إلى رفض ضباط التاج لها وفرض مزيد من الغرامات. كان لويس الرابع عشر في حاجة ماسة إلى المال من أجل الحروب خلال الفترة نفسها، وأصدر خطابات امتياز فارغة للنبالة، وحث ضباط التاج على بيعها إلى أصحاب العمل الطموحين في المقاطعات.
كانت رتبة «نبيل» قابلة للمصادرة، إذ كان يمكن لبعض الأنشطة أن تؤدي إلى فقدان النبالة، ضمن حدود واستثناءات معينة. حُظِرت معظم الأنشطة التجارية واليدوية، مثل حراثة الأرض؛ على الرغم من قدرة النبلاء حينها من الاستفادة من أراضيهم عن طريق تشغيل المناجم ومصانع الزجاج والحدادة. تمكن النبلاء من تحرير وريث ذكر في وقت مبكر، والبدء في أنشطة مهينة دون أن يفقدوا نبالة العائلة. يمكن استعادة النبالة إذا فُقِدت من خلال الأنشطة المحظورة بمجرد توقف الأنشطة المذكورة؛ وذلك عن طريق الحصول على رسائل «الإغاثة». طبقت مناطق معينة مثل برطانية أخيرًا هذه القواعد، التي تسمح للنبلاء الفقراء بحرث أراضيهم، بشكل فضفاض.

## الامتيازات
كان للنبالة الفرنسية حقوق وامتيازات قانونية ومالية محددة منذ الفترة الإقطاعية حتى إلغاء الامتيازات في عام 1789. وُضِعت أول قائمة رسمية لهذه الامتيازات في وقت متأخر نسبيًا، في عهد لويس الحادي عشر بعد عام 1440، وتضمنت الحق في الصيد، ولبس السيف، وامتلاك إقطاعة (الأرض التي أُلحِق بها بعض الحقوق الإقطاعية والمستحقات). مُنِح النبلاء أيضًا إعفاء من دفع ضرائب الأراضي، باستثناء الأراضي غير النبيلة التي ربما يمتلكونها في بعض مناطق فرنسا. خُصِّصت أيضًا بعض المناصب الكنسية والمدنية والعسكرية للنبلاء. أُطلِق غالبًا على هذه الامتيازات الإقطاعية اسم الحقوق الإقطاعية السائدة.
لم تعد القنانة موجودة في فرنسا بحلول القرن الخامس عشر، باستثناء بعض الحالات المعزولة. احتفظ النبلاء في بداية فترة فرنسا الحديثة بعدد كبير من الامتيازات الإقطاعية على الفلاحين الأحرار الذين عملوا في الأراضي الواقعة تحت سيطرتهم؛ فتمكنوا مثلًا من فرض ضريبة الامتلاك، وهي ضريبة سنوية على الأراضي المؤجرة أو المملوكة من قبل المُقطَعين. يمكن للنبلاء أيضًا فرض رسوم بسيطة على حق استخدام مطاحن الإقطاعي أو الأفران أو معاصر النبيذ. يمكن للنبيل أن يطلب جزءًا من محاصيل المُقطَعين مقابل الحصول على إذن بزراعة الأرض التي يملكها. احتفظ النبلاء أيضًا بحقوق قضائية معينة على مُقطَعينهم، وذلك على الرغم من انتقال العديد من هذه الامتيازات إلى سيطرة الدولة مع ظهور الدولة الحديثة؛ مما يترك لطبقة النبلاء الريفية مهام الشرطة المحلية فقط والرقابة القضائية على انتهاك حقوقهم الإقطاعية. أُنشِئ هذا النظام الإقطاعي في فرنسا الجديدة في القرن السابع عشر، واستمر حتى القرن التاسع عشر تحت الحكم البريطاني.

## الواجبات
كان النبلاء مطالبين بخدمة الملك، وبالذهاب للحرب والقتال والموت في خدمة الملك، وهذا ما أُطلِق عليه اسم ضريبة الدم.

## شعارات النبالة
لم يكن خاتم التوقيع (خاتم الختم) الذي يحمل شعار النبالة علامة أو دليلًا على النبالة في فرنسا بحلول القرن السادس عشر، إذ سُمح لآلاف العائلات البرجوازية بتسجيل أسلحتهم، وغالبًا ما كانوا يرتدونها كادعاء بالنبالة.
امتلكت جميع العائلات النبيلة شعارًا مسجلًا. ارتدى الفرنسيون الخاتم تقليديًا في إصبع البنصر من يدهم اليسرى، وذلك على عكس طريقة ارتداءه في معظم البلدان الأوروبية الأخرى (في إصبع اليد اليمنى أو اليسرى حسب البلد)، وارتدته النساء الفرنسيات في إصبعهن الأيسر الصغير. ترتدي الفتيات أحيانًا الخاتم الخاص بوالدتهن إذا كان الأب يفتقر إلى شعار النبالة، لكن لا يحق للابن بذلك. كان غرضه في الأصل عمليًا، إذ ارتداه النبلاء والمسؤولون في العصور الوسطى للضغط على الشمع الساخن والختم عليه بشعار النبالة لتحديد الهوية على الخطابات الرسمية؛ ولكن هذه الوظيفة تدهورت بمرور الوقت بعد أن ارتداه المزيد من غير النبلاء من أجل المكانة المتصورة في المجتمع.
يمكن ارتداء خاتم الختم وتوجيهه نحو الأعلى أو الأسفل. يُلبس الخاتم في النماذج الحديثة ويوجه نحو الداخل بشكل شائع ومتزايد، وذلك على الرغم من أن بعض العائلات النبيلة تستخدم تقليديًا الوضع الداخلي للإشارة إلى أن مرتديه متزوج. لا توجد رقابة أو حماية قانونية أو رسمية على ارتداء خاتم الختم.